# Domažlice
Domažlice ([ˈdɔmaʒlɪtsɛ], tyska: Taus) är en stad i Västböhmiska regionen Plzeň, Tjeckien. Staden, som är belägen nära gränsen till Tyskland och vid europaväg E50 har en befolkning som uppgår till 11 163 invånare (1 januari 2016).